# علی‌آباد (اهر)
علی‌آباد یکی از روستاهای استان آذربایجان شرقی است که در دهستان بزکش بخش مرکزی شهرستان اهر واقع شده‌است.این روستا ۵۵ نفر جمعیت دارد.